# انریکو داروس
انریکو داروس (انگلیسی: Enrico Da Ros؛ زادهٔ ۲۴ فوریهٔ ۱۹۸۸) بازیکن فوتبال اهل ایتالیا است.
از باشگاه‌هایی که در آن بازی کرده‌است می‌توان به باشگاه فوتبال تریستیانا اشاره کرد.
وی همچنین در تیم‌های ملی فوتبال بازی کرده‌است.